# Oenopia
Genre
Le genre Oenopia regroupe des coléoptères prédateurs de la famille des coccinellidés.

## Liste d'espèces

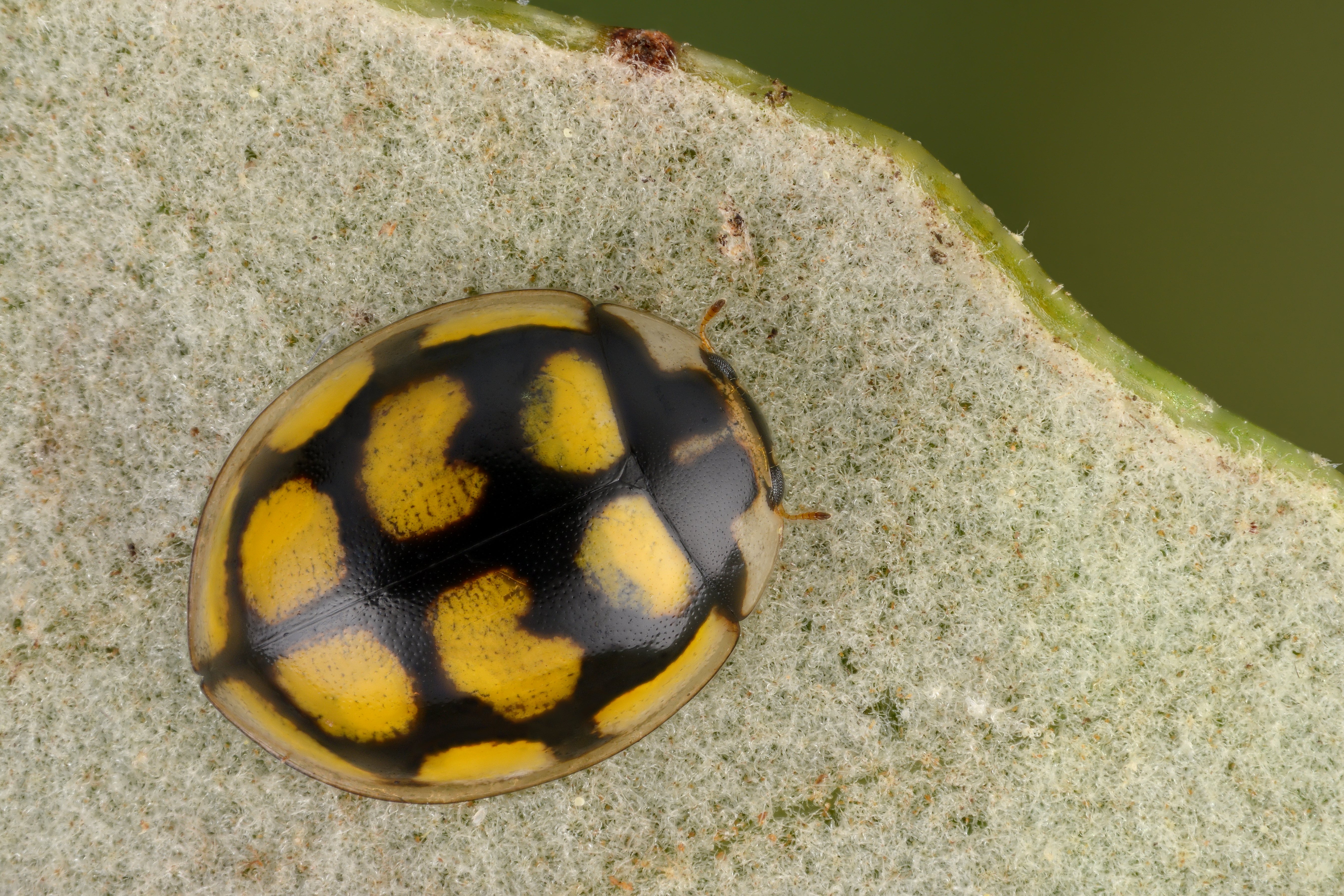
Oenopia lyncea, longueur 3 ou 4 mm, dans le sud de la France.

Selon Fauna Europaea (1er sept. 2016) :
- Oenopia conglobata
- Oenopia doublieri
- Oenopia impustulata
- Oenopia lyncea
- Oenopia oncina

Selon NCBI (19 avril 2017) :
- Oenopia bissexnotata
- Oenopia conglobata
- Oenopia doublieri
- Oenopia formosana
- Oenopia kirbyi
- Oenopia mimica
- Oenopia sauzeti